# Ikarus 405
Az Ikarus 405 a budapesti Ikarus autóbuszgyár elővárosi-városi midibusz típusa. 1995-ben fejlesztették ki. Eredetileg Perkins Phaser 135T Euro 1 dízelmotorral szerelték fel. 46 utas szállítására képes, 16 ülőhellyel rendelkezik.

## Műszaki adatai
| Hosszúság:                | 7300 mm          |
| Szélesség:                | 2300 mm          |
| Magasság:                 | 2665 mm          |
| Tengelytáv:               | 3385 mm          |
| Mellső kinyúlás:          | 1900 mm          |
| Hátsó kinyúlás:           | 2015 mm          |
| Hasznos terhelés:         | 3130 kg          |
| Össz. gördülősúly:        | 8330 kg          |
| Szállítható utasok száma: | 16 ülő + 30 álló |
| Legnagyobb sebesség:      | 76 km/h          |

Ajtók
Két ajtóval rendelkezik: a hátsó normál méretű, az elülső 660 mm-es félajtó. Az alacsonypadlós altípus hátsó ajtaja kifelé nyílik, valamint rámpa is segíti a mozgássérültek feljutását.
Utastájékoztatás
A buszokat FOK-GYEM utastájékoztató rendszerrel szerelték, amely a jármű homlokfalán és oldalán a járatszámot és az úticélt, az utastérben a pontos időt, a járatszámot, a következő megállót és a megfelelő átszállási lehetőségeket, a busz hátán elhelyezett kis méretű kijelző pedig a járatszámot írja ki.

## Altípusok
A kimaradó altípusokról nincs adat
- 405.01: Lengyelország (Warsaw, Karlovy Vary) számára
- 405.02: Németország (Wuppertal) számára
- 405.03: Lengyelország (Bielsko-Biała) számára
- 405.05: a BKV számára, 700 mm-rel hosszabb, a két tengely között alacsonypadlós
- 405.06: a BKV számára
- 405.08: Görögország számára

## 405-ösök Magyarországon
A BKV hitelt vett fel alacsony üzemeltetési költségű, kevesebb utast kiszolgáló járatokhoz alkalmas midibuszok beszerzésére. A pályázatot az Ikarus nyerte, így 1994–95 között 90 darab ilyen busz érkezett Budapestre. A járművekkel sok probléma volt, két súlyos balesetet is szenvedtek, a gyár többször visszahívta a buszokat. A hegyvidéki járatokról folyamatosan hívták vissza a problémás járműveket. (2001-től folyamatosan felújították a hibás buszokat, és új Euro 2-es motort kaptak.) 2011-ben a sikertelen midibusz-tender után a BKV újabb felújítást kezdett meg, amely teljes váz- és futóműcserét jelent, illetve a felújított 412-esekéhez hasonló fényezést.
A BKV a mozgáskorlátozott emberek szállítására 1995-ben két darab alacsony padlós változatot vásárolt (DUH-598, 599), amelyek az eredetitől nem csak a padlószintben, hanem az egy méterrel hosszabb testben, a hátsó ajtónál felszerelt rámpában és a kifele nyíló hátsó ajtóban is különbözött. 2001-ben további két midibuszt vontak ki a menetrend szerinti forgalomból, és alakítottak át hasonló célra. Mivel azonban 2010-től új Renault mikrobuszokkal biztosítja a mozgáskorlátozottak „taxirendszerű” közlekedését a BKV (az utazást mozgássérült okmányokkal és egy darab érvényes vonaljeggyel vagy bérlettel lehet használni), ezek szükségtelenné váltak. A két átalakított 405-öst (rendszámuk: BPI-395, 396) visszaalakították (ezek 2011 tavaszától újra utasforgalmi kocsikként üzemelnek), a két egyedi 405-öst pedig leállították az óbudai garázsban. 2011-ben selejtezésre jelölték, majd decemberben a kelenföldi telephelyre szállították át őket.
2014-ben a BKV a miditender elhúzódása miatt a két DUH-os rendszámú midibuszt felújította, melynek keretében teljes felújítást, Euro 3-as környezetvédelmi besorolású Cummins dízelmotort, felújított automata váltót, a BKK-nál ismert égszínkék fényezést, a Volvo buszokról ismerős Hella lámpatesteket kapnak.
A fővároson kívül Tapolcán és Gödön található még ilyen midibusz, valamint a Budapesti Műszaki Egyetem rendelkezik egy próbabusszal. Ezenkívül kerültek vissza Magyarországra Németországban és Lengyelországban közlekedett járművek, amelyek magánbuszokként közlekednek.
2015-ben mutatták be a Várba szánt török gyártású Karsan Atak midibuszokat, amelyek a 405-ösöket váltják ki. 2016-ban 18 darab buszt selejteztek le, így az állomány 9 darabra apadt. 2020-ban 7 darab használt Ikarus E91 típusú buszt szerzett be a BKV, amelyekből 5 darabot tervez közforgalomban közlekedtetni. 2020-ban 3 db buszt selejteztek is, de a járműhiány miatt visszavették őket az aktív állományba. 2021-ben a BPO-202, 2022-ben az LZZ-332 és BPI-391 lett selejtezve, így már csak 4 darab maradt forgalomban. 2022.november 18-án 3 darab buszt vont ki a forgalomból és helyezett egyéb állományba a BKV. Ez azt jelenti, hogy menetrend szerinti forgalomban már nem fognak közlekedni. Egy buszt (BPI-387) egy héttel később selejteztek, feltehetőleg az állapota miatt.
2023.01.31-én az LPZ-954 (Ikarus 405.05-ös) busz a 27-es vonalon közlekedett utoljára ezzel ő volt az utolsó közforgalmú 405-ös a BKV-nál. A korábbi BPO-199 rendszámú busz került megőrzésre AA-IK-405 egyedi azonosítóval.
2023.06.28-án tűzoltósági gyakorlatozást követően Kelenföldi autóbuszgarázsban elbontották az egykori "Somló Volános" midibuszt, amely a BKV flottájában LZZ-328-as forgalmi rendszámmal közlekedett.
2024.08 hónapban friss képek kerültek elő a 2. megmaradt  405.08-as buszról. Jelenleg Alimos és Pátrán található 1-1db 405-ös busz.

## Galéria

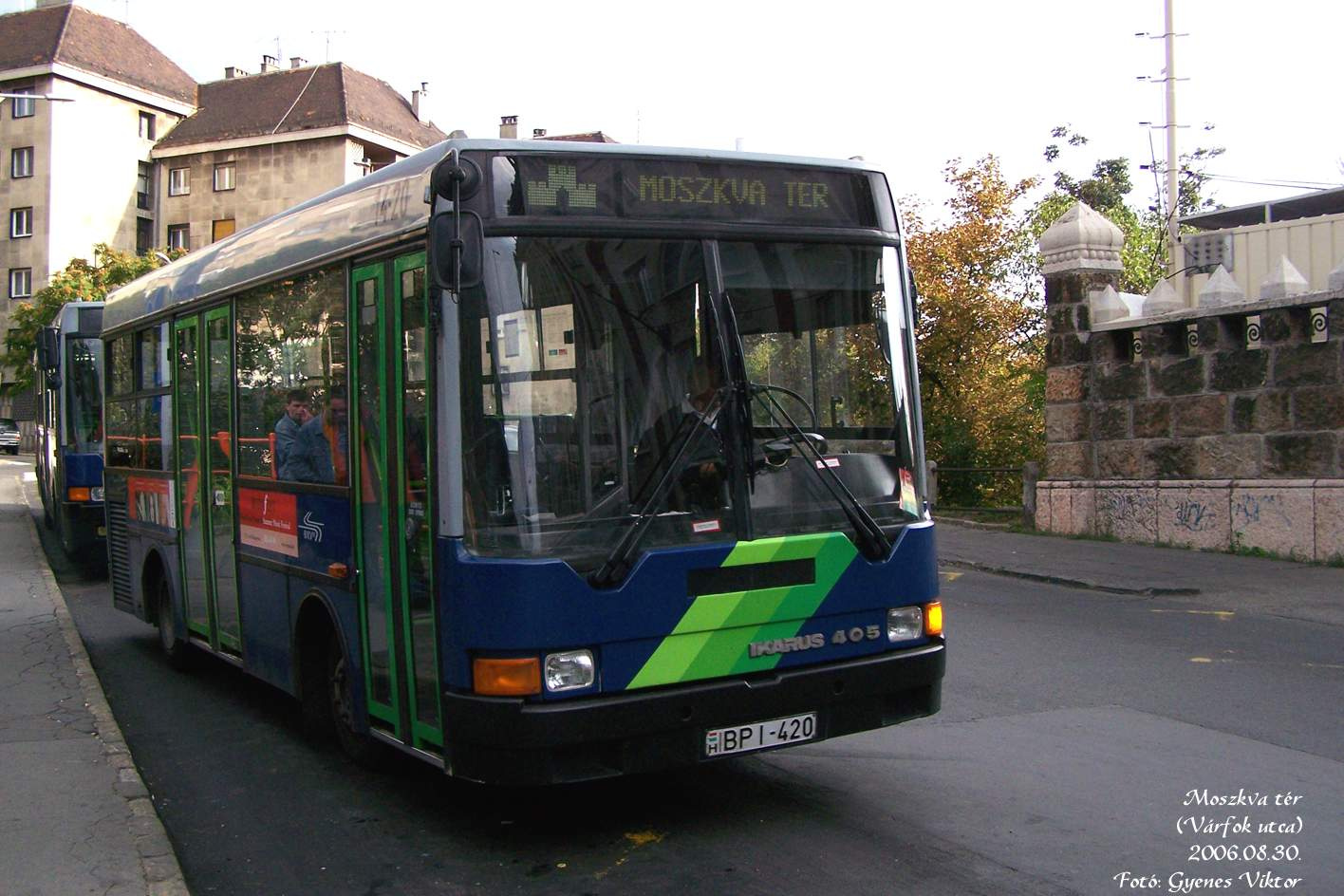
BKV Várbusz
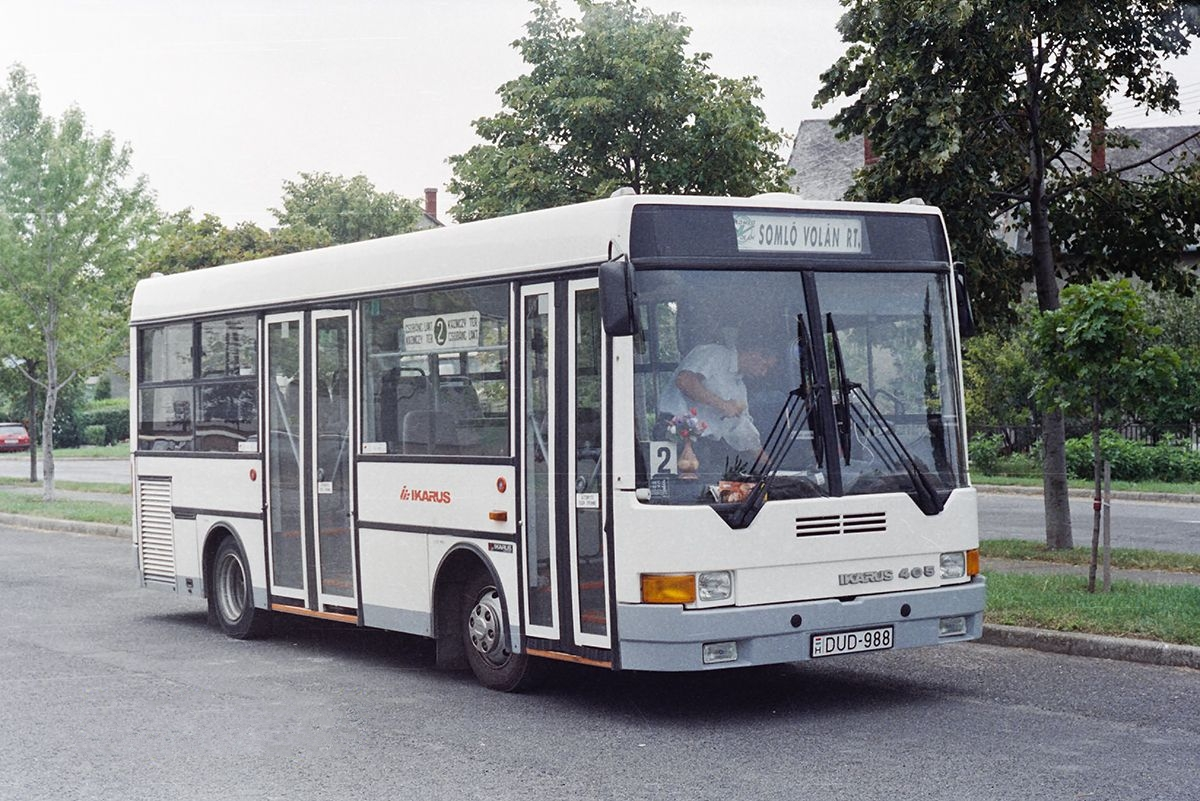
Ikarus 405-ös Tapolcán
BPI-397 halad a 251A vonalon
LPZ-954 a 27-es vonalon
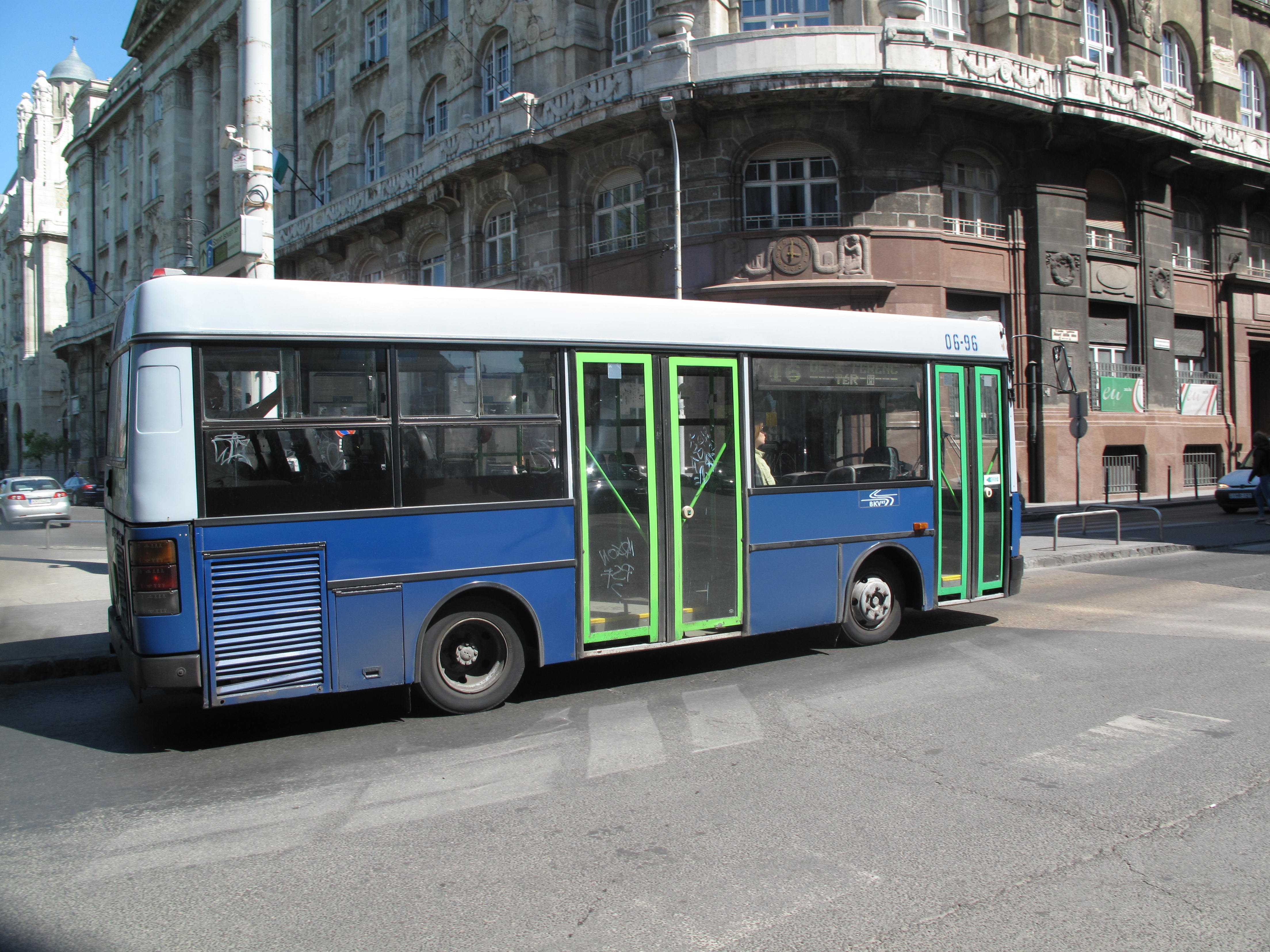
A 405-ös oldalról
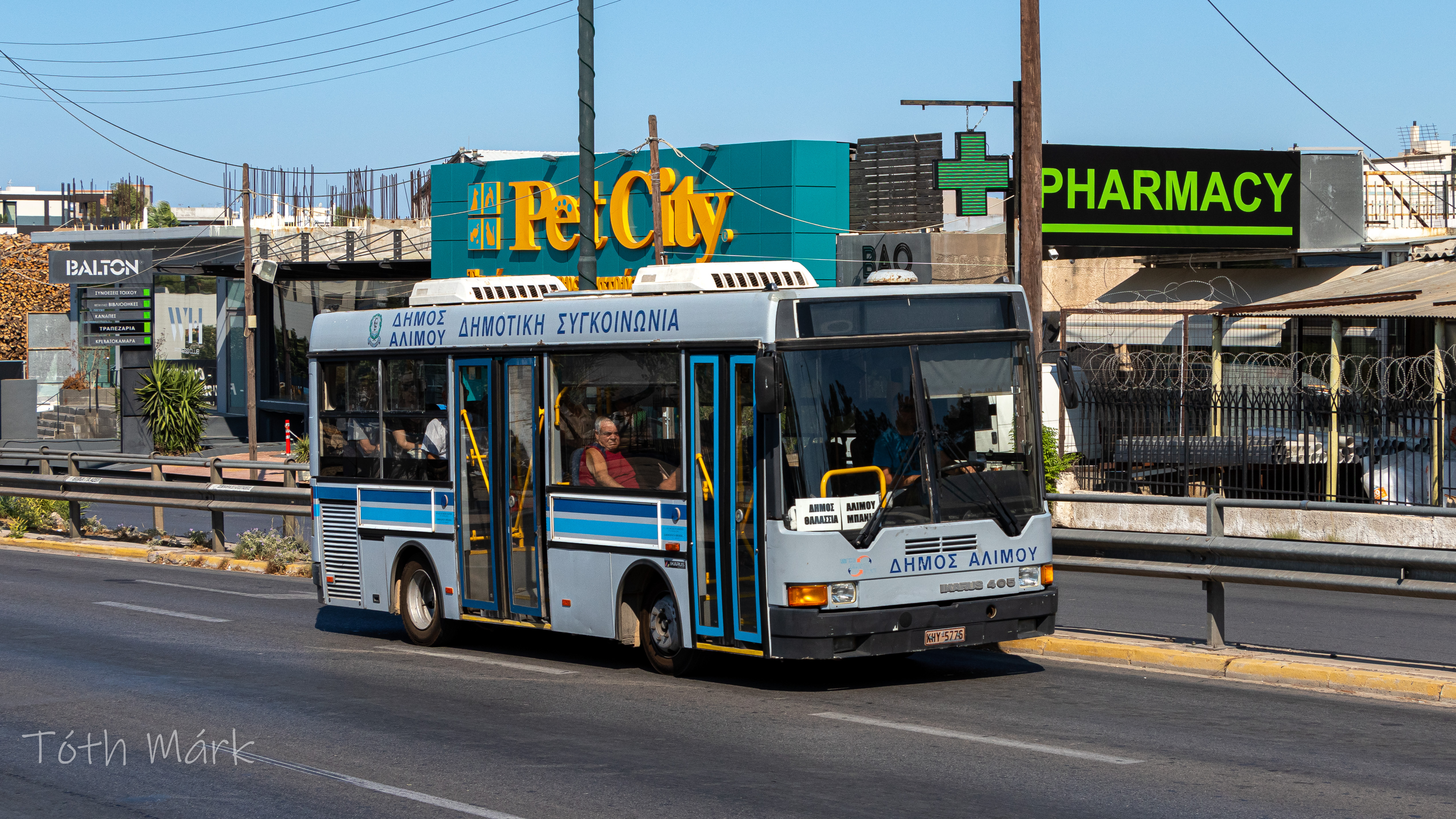
KHY-5776 Halad az Alimosi helyijáraton